# Міомбо

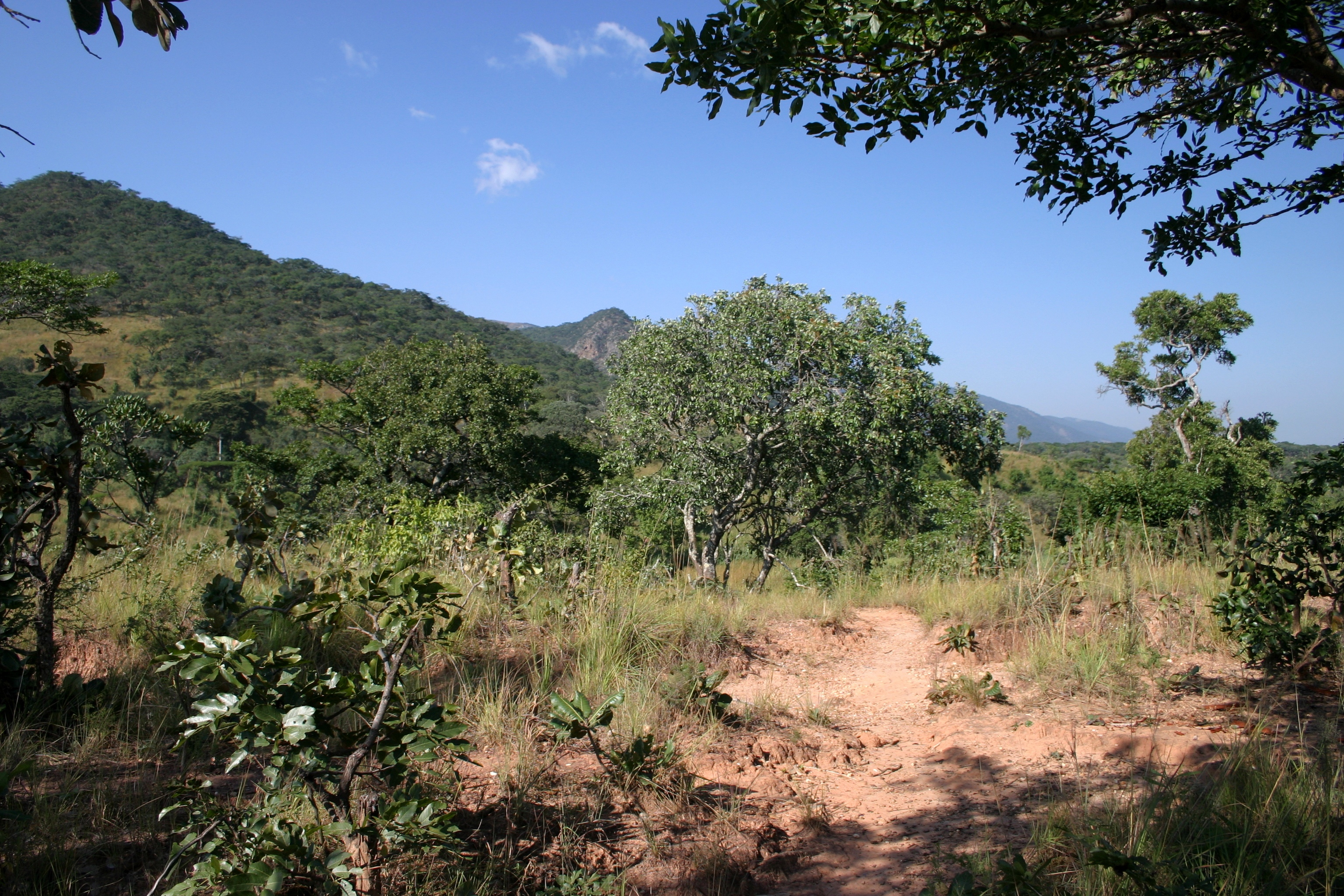
Міомбове рідколісся в Малаві

Міомбо — один з видів лісистої савани в південній частині Африки. Міомбове рідколісся класифікується як біом тропічних і субтропічних лук, саван і чагарників відповідно до типології Всесвітнього фонду дикої природи. Характеризується переважною присутністю видів роду Brachystegia (назва якого на мові суахілі звучить як «міомбо») з діапазоном від вологого клімату до напівпосушливого і від тропічного до субтропічного або навіть помірного. Характерно, що дерева скидають листя протягом короткого періоду в сухий сезон для зменшення втрати води, і розпускають нове листя якраз перед початком сезону дощів з багатою золотистою і червоною гаммою кольорів, маскуючи хлорофіл і нагадуючи кольори осені помірних широт.

## Екорегіони міомбового рідколісся
- Ангольські міомбові рідколісся (Ангола)
- Центральні міомбові рідколісся (Ангола, Бурунді, Демократична Республіка Конго, Малаві, Танзанія, Замбія)
- Східні міомбові рідколісся (Мозамбік, Танзанія)
- Південні міомбові рідколісся (Малаві, Мозамбік, південна Замбія, Зімбабве)

## Флора та фауна
Переважаючим деревом є види роду Brachystegia. Незважаючи на тривалий сухий сезон (і малу кількість опадів в деяких районах) ліс є домом для багатьох видів, у тому числі кількох ендемічних видів птахів. Міомбо також забезпечує харчуванням та покривом ссавців, таких як Loxodonta africana, Lycaon pictus, Hippotragus niger, Sigmoceros lichtensteinii.

## Галерея

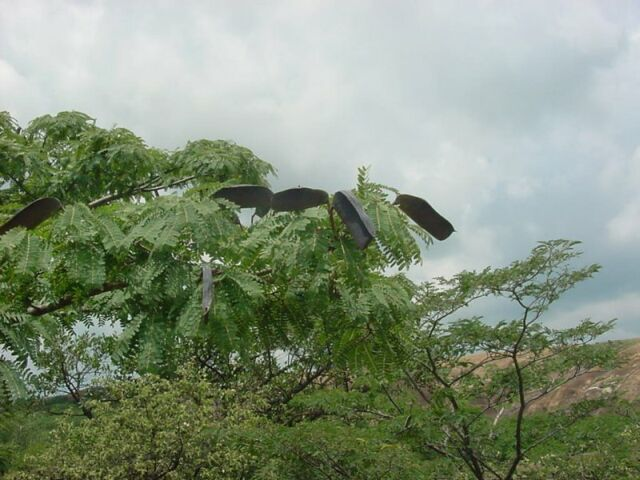
Листя і стручки Brachystegia glaucescens